# Philoliche crassipalpis
Philoliche crassipalpis är en tvåvingeart som först beskrevs av Macquart 1838.  Philoliche crassipalpis ingår i släktet Philoliche och familjen bromsar. Inga underarter finns listade i Catalogue of Life.